# Naftan Rock
Naftan Rock est une île des îles Mariannes du Nord dans l'océan Pacifique.

## Description
Située à 50 km au sud-ouest de Saipan, elle s'étend sur un peu moins de 200 m de longueur pour une largeur d'environ 120 m. 